# Chinenye Ochuba
Chinenye Ivy Ochuba, da sposata Chinenye Ivy Akinlade, (...), è una modella nigeriana, eletta Most Beautiful Girl in Nigeria 2002. Settima di otto figli (e gemella), al momento dell'elezione, la Ochuba stava aspettando la sua ammissione all'università. Ha rappresentato la Nigeria a Miss Universo 2002 e Miss Mondo 2002, dove ha ottenuto il titolo di Regina Continentale dell'Africa.
Dopo aver studiato all'università del Lagos, la modella nigeriana ha completato i propri studi presso l'università di Greenwich di Londra nel 2008. In seguito è tornata in Nigeria, dove ha sposato l'uomo d'affari Kunle Akinlade, ed è stata assunta presso la Exxon Mobil. Nel 2009, la Akinlade ha avuto la sua prima figlia.